# Championnat du Burundi de football 2022-2023
Navigation
Saison précédente Saison suivante
La saison 2022-2023 du Championnat du Burundi de football est la soixantième édition de la Primus League, le championnat de première division au Burundi. Les seize meilleures équipes du pays sont regroupées au sein d’une poule unique où ils s’affrontent deux fois au cours de la saison, à domicile et à l’extérieur. En fin de saison, les trois derniers du classement sont relégués et remplacés par les trois meilleurs clubs de deuxième division.
Le club Flambeau du Centre est le tenant du titre. Le Bumamuru FC remporte en fin de saison son premier titre de champion.

## Déroulement de la saison
Le championnat commence le 12 août 2022, après les matchs aller le 4 décembre la compétition fait une pause d'un mois pour reprendre avec les matchs retour le 20 janvier 2023.
Le champion du Burundi se qualifie pour la Ligue des champions de la CAF 2023-2024 tandis que le vainqueur de la coupe nationale obtient son billet pour la Coupe de la confédération 2023-2024.

## Les clubs participants
- Vital’O FC
- Rukinzo FC
- Le Messager FC Ngozi
- Bujumbura City FC
- Aigle Noir FC de Makamba
- Burundi Sport Dynamique
- Kayanza United
- Flambeau du Centre
- Olympique Star
- Bumamuru FC
- Musongati FC
- Atlético New Oil FC
- Top Junior FC
- Inter Star - Promu de D2
- Magara Young Boys - Promu de D2
- Tigre Noir FC - Promu de D2

## Compétition
Le barème utilisé pour établir le classement est le suivant :
- Victoire : 3 points
- Match nul : 1 point
- Défaite : 0 point

### Classement
| Rang | Équipe                     | Pts | J  | G  | N  | P  | Bp | Bc | Diff |
| ---- | -------------------------- | --- | -- | -- | -- | -- | -- | -- | ---- |
| 1    | Bumamuru FC                | 68  | 30 | 20 | 8  | 2  | 71 | 21 | +50  |
| 2    | Flambeau du Centre T       | 67  | 30 | 20 | 7  | 3  | 55 | 27 | +28  |
| 3    | Le Messager FC Ngozi       | 56  | 30 | 16 | 8  | 6  | 44 | 19 | +25  |
| 4    | Vital’O FC                 | 54  | 30 | 15 | 9  | 6  | 42 | 30 | +12  |
| 5    | Aigle Noir FC de Makamba C | 53  | 30 | 14 | 11 | 5  | 34 | 25 | +9   |
| 6    | Rukinzo FC                 | 42  | 30 | 11 | 9  | 10 | 29 | 32 | -3   |
| 7    | Kayanza United             | 40  | 30 | 11 | 7  | 12 | 34 | 39 | -5   |
| 8    | Musongati FC               | 39  | 30 | 8  | 13 | 9  | 34 | 35 | -1   |
| 9    | Olympique Star             | 37  | 30 | 10 | 7  | 13 | 30 | 35 | -5   |
| 10   | Tigre Noir FC P            | 34  | 30 | 8  | 10 | 12 | 34 | 34 | 0    |
| 11   | Magara Young Boys P        | 34  | 30 | 9  | 7  | 14 | 38 | 50 | -12  |
| 12   | Burundi Sport Dynamique    | 29  | 30 | 7  | 8  | 15 | 21 | 39 | -18  |
| 13   | Inter Star P               | 29  | 30 | 7  | 8  | 15 | 25 | 47 | -22  |
| 14   | Bujumbura City FC          | 27  | 30 | 6  | 9  | 15 | 30 | 43 | -13  |
| 15   | Atlético New Oil FC        | 27  | 30 | 7  | 6  | 17 | 28 | 50 | -22  |
| 16   | Top Junior FC              | 19  | 30 | 4  | 7  | 19 | 16 | 39 | -23  |

|  | Qualification pour la Ligue des champions de la CAF 2023-2024            |
|  | Qualification pour la Coupe de la confédération 2023-2024                |
|  | Relégation directe en deuxième division                                  |
|  | T : Tenant du titre C : Vainqueur de la Coupe du Burundi P : Promu de D2 |

## Bilan de la saison
| Championnat du Burundi de football 2022-2023 |                          |
| Champion                                     | Bumamuru FC (1er titre)  |
| Coupes et trophées                           |                          |
| Vainqueur de la Coupe du Burundi 2022-2023   | Aigle Noir FC de Makamba |
| Qualifications continentales                 |                          |
| Ligue des champions de la CAF 2023-2024      | Bumamuru FC              |
| Coupe de la confédération 2023-2024          | Aigle Noir FC de Makamba |
| Promotions et relégations                    |                          |
| Promus en Ligue A                            | LLB Amasipiri FC         |
| Promus en Ligue A                            | Moso Sugar Company       |
| Promus en Ligue A                            | Telaviv FC               |
| Relégués en Ligue B                          | Bujumbura City FC        |
| Relégués en Ligue B                          | Atlético New Oil FC      |
| Relégués en Ligue B                          | Top Junior FC            |